# Onosandridus larvatus
Onosandridus larvatus är en insektsart som beskrevs av Heinrich Hugo Karny 1929. Onosandridus larvatus ingår i släktet Onosandridus och familjen Anostostomatidae. Inga underarter finns listade i Catalogue of Life.